# Gabrielle Douglas
Gabrielle Christina Victoria „Gabby” Douglas (ur. 31 grudnia 1995 w Newport News) – amerykańska gimnastyczka sportowa. Dwukrotna mistrzyni olimpijska 2012 z Londynu, mistrzyni olimpijska 2016 z Rio de Janeiro. Dwukrotna mistrzyni świata (2011, 2015).
W 2011 roku wraz z koleżankami z reprezentacji Stanów Zjednoczonych wywalczyła złoty medal w wieloboju drużynowym podczas Mistrzostw Świata rozgrywanych w Tokio. Na tej samej imprezie zajęła piąte miejsce w konkursie ćwiczeń na poręczach asymetrycznych. Również w 2011 roku Douglas wywalczyła brązowy medal rozgrywanych w Saint Paul mistrzostw Stanów Zjednoczonych w konkursie ćwiczeń na poręczach asymetrycznych.
W 2012 roku wzięła udział w mistrzostwach kręgu pacyficznego, gdzie zdobyła złoto na poręczach asymetrycznych oraz w wieloboju drużynowym. Podczas mistrzostw Stanów Zjednoczonych zdobyła złoto na poręczach asymetrycznych, srebro w wieloboju oraz brąz w ćwiczeniach wolnych. To wówczas Márta Károlyi, koordynatorka gimnastycznego programu olimpijskiego USA nazwała Douglas mianem „Latającej Wiewiórki” (Flying Squirrel) z uwagi na wykonywane na poręczach ćwiczenia.
Podczas Letnich Igrzysk Olimpijskich w 2012 roku Douglas indywidualnie zajęła 8. miejsce w ćwiczeniach na poręczach asymetrycznych, 7. miejsce w konkursie ćwiczeń na równoważni oraz miejsce pierwsze w wieloboju. Dołożyła do tego drugie złoto olimpijskie w konkursie wieloboju drużynowego.
Wystąpiła gościnnie w serialu Pamiętniki wampirów, jako pomoc w wyborach Miss Mistic.
W 2016 została nagrodzona jako Barbie Shero.